# Cyrtopogon aurifex
Cyrtopogon aurifex är en tvåvingeart som beskrevs av Osten Sacken 1877. Cyrtopogon aurifex ingår i släktet Cyrtopogon och familjen rovflugor. Inga underarter finns listade i Catalogue of Life.